# 宁波市城际铁路发展有限公司
宁波市城际铁路发展有限公司是中国浙江省宁波市一家城际（市域）轨道交通建设和运营企业。宁波城际铁路发展有限公司成立于2017年3月16日，为宁波交通投资控股有限公司、余姚交通投资有限公司出资成立的国有企业，承担宁波都市圈城际铁路的投资、建设和运营职能。